# Wincenty Hołtyn
Wincenty Hołtyn (ur. 13 maja 1898 w Ostrowąsie, zm. po 23 czerwca 1933) – polski rolnik, kapral rezerwy Wojska Polskiego, kawaler Orderu Virtuti Militari.

## Życiorys
Urodził się 13 maja 1898 we wsi Ostrowąs, w ówczesnym powiecie nieszawskim guberni warszawskiej, w rodzinie Macieja i Franciszki z Trawińskich. W 1909 zaczął uczęszczać do trzyoddziałowej szkoły powszechnej w Brzeźnie, a po jej ukończeniu pozostawał przy matce.
11 listopada 1918 wstąpił do 31 pułku piechoty we Włocławku. W tym samym roku został przeniesiony do 21 pułku piechoty. W 1919 ukończył trzymiesięczny kurs w szkole podoficerów w Dęblinie. Po ukończeniu kursu został awansowany na starszego szeregowca, przeniesiony do 6 pułku piechoty Legionów i przydzielony do 12. kompanii w charakterze instruktora. W szeregach tego oddziału walczył na wojnie z bolszewikami i awansował na kaprala. Wyróżnił się 28 września 1920 w bitwie o Lidę. Podporucznik Adam Eustachiewicz we wniosku o nadanie Orderu Virtuti Militari napisał: „kompania 12. zajmowała odcinek po obu stronach toru kolejowego Lida–Wilno. Kapral Hołtyn, w zastępstwie dowódca II plutonu 12. kompanii, zajął z plutonem odcinek na prawo od toru kolejowego. Zaatakowany przez kilkakrotnie przeważające siły nieprzyjacielskie, które wyraźnie dążyły do obejścia z prawego skrzydła 12. kompanii, kapral Hołtyn poderwał swój oddział, bagnetem odparł kilkakrotne ataki nieprzyjacielskie, przeszedł do przeciwnatarcia zabierając 30 jeńców i 2 karabiny maszynowe. Kapral Hołtyn swą odwagą i męstwem uratował kompanię od obejścia”.
Po zakończeniu działań wojennych służył w Grodnie, z którego został przeniesiony do Kadry batalionu zapasowego 6 pp Leg. w Płocku i 4 kwietnia 1922 zwolniony do rezerwy.
W 1923 otrzymał z dóbr państwowych 18 mórg ziemi, na której gospodarował. Był członkiem honorowym Straży Ogniowej w Brzeźnie.
Był żonaty, miał dwóch synów: Jana (ur. 1 stycznia 1926) i Eugeniusza (ur. 11 listopada 1931).

## Ordery i odznaczenia
- Krzyż Srebrny Orderu Wojskowego Virtuti Militari nr 4860[9][10][11][12][13]
- Krzyż Walecznych[7][14][15]